# Julio López Hernández
Julio López Hernández (Madrid, 1º febbraio 1930 – Madrid, 8 maggio 2018) è stato uno scultore spagnolo.

## Biografia
Nasce a Madrid nel 1930. Si approccia prestissimo alla scultura dato che sia il padre che il nonno erano orafi. Comincia la propria formazione presso la Escuela de Artes y Oficios de Madrid e, giunto ai 19 anni, nella Escuela de Bellas Artes San Fernando. È in questo istituto che inaugura amicizia con altri artisti come Antonio López García e Lucio Muñoz. Nel 1962 si sposa con Esperanza Parada, dalla quale ha due figlie. Svolge corsi presso il Liceo Francés e la fundación Juan March in vista dei suoi viaggi in Francia e Italia. A partire dal 1970 esercita come professore di Scultura presso la stessa Escuela de Artes y Oficios di Madrid in cui aveva anni addietro iniziato il proprio percorso formativo.
È vincitore nel 1982 del Premio Nacional de Artes Plásticas de España. Il 28 aprile 1986 viene eletto membro della Real Academia de Bellas Artes de San Fernando di Madrid; il suo discorso di insediamento, svolto nell'aprile del 1988, reca come titolo La medalla, territorio de lectura.

## Percorso artistico
Inizia producendo sculture religiose anche se ben presto si dirige su temi più legati al vivere quotidiano, creando quelle che taluni hanno definito come "imágenes congeladas", immagini sospese; il materiale maggiormente utilizzato per le sue opere è il bronzo, con grande attenzione nel compiere il manufatto. Se da un lato quasi sempre le sue sono rappresentazioni a grandezza naturale, tuttavia ha talvolta dedicato i suoi sforzi alla realizzazione di medaglie, nelle quali i soggetti sono ovviamente molto in piccolo. Una serie importante di sue opere è dedicata agli scrittori insigniti del premio Cervantes, mentre tra le restanti vanno sicuramente segnalate "El tesoro de Marcela" (1970) e "El umbral" (1997). Di ulteriore importanza sono: il "Torso de Jorge Manrique" presso Paredes de Nava (Palencia); i monumenti a Andrés Segovia, a Federico García Lorca, al pittore Sebastián Muñoz; così come i busti di Fernando de los Ríos e Gerardo Diego.
Nel 1951 partecipa, assieme ad altri, tra cui César Montaña ed Eduardo Capa, al progetto per la "Escuela de Escultores de Coca". La sua evoluzione dall'espressionismo al realismo permette la sua inclusione all'interno della "escuela realista madrileña" al lato di Antonio López García, Amalia Avia, Isabel Quintanilla, María Moreno.

## Elenco delle mostre ed esposizioni
- 1965. Galería Juana Mordó. Madrid
- 1973. Galería Juana Mordó. Madrid; Galería Juana de Aizpuru. Siviglia
- 1975. Fundación "Rodríguez Acosta". Granada
- 1979. Galería Maese Nicolás. León
- 1980. Exposición Antológica, Palacio de Cristal del Retiro. Madrid; Exposición Antológica, Caja de Ahorros de Asturias. Oviedo, Gijón
- 1981. Exposición: maqueta y dibujos para el Proyecto de Monumento a Andrés Segovia, Casa de Cultura de Linares. Linares
- 1982. Exposición Antológica en el Museo Nacional de Escultura. Valladolid
- 1983. Exposición Antológica, Institución Cultural "El Brocense", Monasterio de San Francisco. Cáceres; Exposición Antológica en la Fundación Santillana, Santillana del Mar
- 1985. Fundación "Rodríguez Acosta". Granada; Exposición de dibujos: Proyecto de Escultura de Federico García Lorca, Teatro Español. Madrid
- 1986. Sala Luzán, Caja de la Inmaculada, Saragozza
- 1987. Sala de Exposiciones de la Caja de Ahorros de Alicante y Murcia. Alicante
- 1989. Exposición Retrospectiva en Cultural Rioja, Sala Amós Salvador (Logroño) y Museo de Albacete.
- 1990. Museo Barjola. Gijón; Casa Municipal de Cultura de Avilés.
- 1995. Exposición Antológica: Obra 1960-1995, Sala de Exposiciones de Plaza de España. Madrid
- 1997. Galería Leandro Navarro. Madrid
- 1998. "La realidad paralela", Caja de Asturias. Oviedo
- 2005. "La escultura durmiente. Julio López Hernández, el dibujo como proceso", Sala Cultural Cajastur, Oviedo

## Luoghi dove si incontrano le sue opere
- Museo Nacional Centro de Arte Reina Sofía, Madrid.
- Museo Nacional de la Moneda, Madrid.
- Museo de Figueira de Foz, Portogallo.
- Museo de Arte Contemporáneo, Siviglia.
- Museum Atheneum, Helsinki.
- Muzeum Sztuki Medalierskiej, Varsavia.
- Musèe de Sculpture en Plein Air, Middelheim, Amberes.
- Colección de Arte del Siglo XX. Casa de la Asegurada, Alicante.
- Museo de Bellas Artes de Alava, Vitoria.
- British Museum, Ala delle Medaglie, Londra.
- Museo de Arte Contemporáneo, casa de los Caballos, Cáceres.
- Museo Nacional de Escultura, Valladolid.
- Musei Vaticani, Roma.
- Colección Fundación Juan March, Madrid.
- Museo all'Aperto di Hakone, Giappone.
- Sala Juan de Villanueva, Museo del Prado, Madrid.
- Palais de l'Europe, Strasburgo.
- Chase Manhattan Bank, New York.
- Auditorio Nacional de Música, Madrid.
- Colección Amigos del Arte Contemporáneo, Madrid.
- Colección ICO, Istituto de Crédito Oficial, Madrid.
- Real Academia de Bellas Artes de San Fernando, Madrid.
- Col-lecció March, Palma di Maiorca.